# Sœurs de la charité de la Sainte-Croix
Pour les articles homonymes, voir Sœurs de la charité.
Les Sœurs de la charité de la Sainte-Croix (en latin : Congregatio Sororum Caritatis Sanctae Crucis) sont une congrégation religieuse féminine hospitalière et enseignante de droit pontifical.

## Historique
En 1850, avec le soutien du pape Pie IX, le Père Théodose Florentini (it) (1806-1865) capucin fondateur en 1844 des sœurs de la Sainte Croix de Menzingen, ouvre à Coire l'hôpital de la Sainte Croix, en 1852 il en confie la gestion aux sœurs de la Sainte Croix dirigée par Marie Thérèse Scherer (1825-1888), il crée aussi en 1855 un noviciat à Ingenbohl. Le 28 août 1856, Kaspar de Carl, évêque du diocèse de Coire déclare la communauté d'Ingenbohl autonome de la congrégation des sœurs de la Sainte Croix de Menzingen et les religieuses prennent le nom de sœurs de la Charité de la Sainte Croix,. 
L'institut reçoit le décret de louange le 4 décembre 1878 et l'approbation finale du Saint-Siège le 18 septembre 1894, leurs constitutions religieuses sont approuvées définitivement le 29 janvier 1897. La congrégation est affiliée aux Frères mineurs capucins le 21 novembre 1905.
La fondatrice, Mère Marie Thérèse Scherer est béatifiée en 1995, deux autres sœurs sont également reconnues bienheureuses, Ulrika Nisch et Zdenka Schelingová.

## Activités et diffusion
Les religieuses se consacrent principalement à l'enseignement, aux soins des malades et des personnes âgées.
Elles sont présentes en :
- Europe : Allemagne, Autriche, Italie, Suisse, Slovaquie, République tchèque, Croatie.
- Amérique : Brésil, États-Unis.
- Afrique : Ouganda.
- Asie : Inde, Taïwan.

La maison généralice est à Ingenbohl.
En 2017, la congrégation comptait 3249 sœurs dans 359 maisons.